# Храстоваць (Гарешниця)
45°33′ пн. ш. 16°59′ сх. д. / 45.55° пн. ш. 16.98° сх. д.
Храстоваць (хорв. Hrastovac) — населений пункт у Хорватії, в Б'єловарсько-Білогорській жупанії у складі міста Гарешниця.

## Населення
Населення за даними перепису 2011 року становило 479 осіб.
Динаміка чисельності населення поселення: